# Silvia Andersen
Silvia Andersen (* 15. Januar 1966 in Berlin; † 9. August 2017 in München Au-Haidhausen) war eine deutsche Schauspielerin und Tänzerin.

## Leben
Silvia Andersen besuchte von 1987 bis 1990 die Neue Münchner Schauspielschule. Neben der Schauspielerei war sie als Ballett-, Jazz- und African Dance-Tänzerin aktiv und erfolgreich. Ihre erste Fernsehrolle hatte Andersen als Frau Klein in der Fernsehserie Marienhof. Sie war auf verschiedenen Theaterbühnen in München zu sehen. An der Schauspielschule „Schauspiel München“ war sie seit Januar 2011 in der Tanz- und Körperarbeit tätig, deren Leitung sie ab dem 1. Januar 2012 gemeinsam mit Werner Eggenhofer übernahm.
Andersen war Mutter eines Sohnes. Sie starb am 9. August 2017 im Alter von 51 Jahren, überfahren von einem abbiegenden Lastwagenfahrer in München.

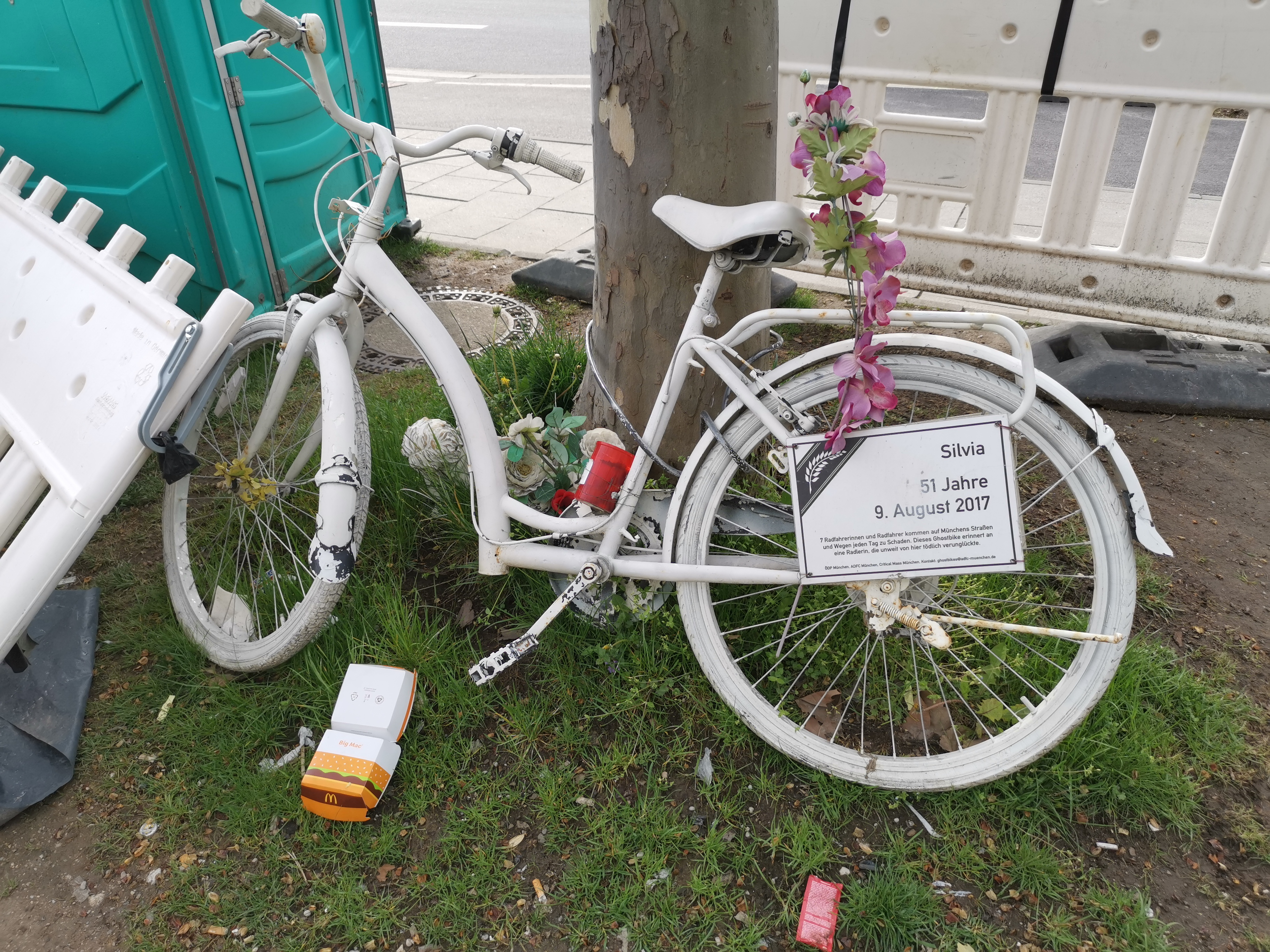
Geisterrad für Silvia Andersen am Unfallort

## Theater (Auswahl)
- 1991: Luisenburg-Festspiele
- 1991–1993: Staatstheater Braunschweig
- 1995–1996: Staatstheater am Gärtnerplatz
- 1996: Modernes Theater München
- 1998: Teamtheater
- 1999–2001: Theater Plauen-Zwickau
- 2002: Theater Werkmünchen
- 2002: Torturmtheater Sommerhausen
- 2008–2010: Teamtheater München & Tourneetheater Thomas Luft
- 2009: Metropoltheater (München)

## Filmografie
- ab 1998: Marienhof
- 2002: Rendezvous nach Ladenschluss
- 2004: Leadership
- 2007: Die 7 Todsünden